# Comparative Biochemistry and Physiology C
Comparative Biochemistry and Physiology - Part C: Toxicology & Pharmacology je recenzirani naučni časopis koji pokriva istraživanja u oblastima toksikologije i farmakologije. Časopis se bavi dejstvom hemikalija i lekova na raličitim nivoima organizacije, biotransformacijama ksenobiotika, mehanizmima toksičnosti, uključujući reaktivne kiseonične vrste i karcinogenezu, endokrine disraptore, hemiju prirodnih proizvoda, i prenos signala.

## Spoljašnje veze
- Zvanični veb-sajt